# Nana Ampomah
Nana Opoku Ampomah (* 2. Januar 1996 in Tema) ist ein ghanaischer Fußballspieler. Der Flügelspieler stand zuletzt bei Fortuna Düsseldorf unter Vertrag und ist ehemaliger ghanaischer Nationalspieler.

## Karriere

### Verein
Ampomah besuchte die Presbyterian Senior High School in der Hafenstadt Tema und wurde bei den lokalen Vereinen Prisco Minis, Santos Academy und FC Bravo Bravo fußballerisch ausgebildet. Nachdem Scouts des belgischen KV Mechelen den Offensivspieler gesichtet hatten, wurde er für die weitere Ausbildung im Verein verpflichtet. Ampomah kam dort im Herrenbereich jedoch nur in der Reservemannschaft zum Zuge und wurde schließlich im Sommer 2016 vom Ligakonkurrenten Waasland-Beveren unter Vertrag genommen. Sein Debüt in der ersten belgischen Liga gab er am ersten Spieltag der Saison 2016/17 bei der 0:1-Auswärtsniederlage gegen Sporting Charleroi. Mit den Ostflamen konnte er in drei Jahren nie an der Meisterschaftsrunde teilnehmen, hielt mit dem Verein aber jeweils die Klasse. In 88 Pflichtspielen für Beveren traf Ampomah 19-mal.
Für eine vereinsinterne Rekordablösesumme, die dem Vernehmen nach bei 4 Millionen Euro liegen soll, unterschrieb der Stürmer im Juli 2019 einen Dreijahresvertrag beim deutschen Bundesligisten Fortuna Düsseldorf. Nach Anthony Baffoe, Arthur Moses, Daniel Addo und Bernard Tekpetey wurde er zum fünften Ghanaer in den Reihen der Fortunen.
Anfang Oktober 2020 wurde er für zwei Jahre an den belgischen Verein Royal Antwerpen ausgeliehen, nachdem zuvor sein Vertrag um ein Jahr verlängert worden war. In der Saison 2020/21 bestritt er 15 von 28 möglichen Ligaspielen für Antwerpen, in denen er ein Tor schoss, sowie zwei Pokal- und sieben Europapokal-Spiele. In der nächsten Saison gehörte er bei keinem Spiel zum Spieltagskader.
Nach Ende der Leihe kehrte er zur Saison 2022/23 zu Fortuna Düsseldorf zurück. 2024 schloss er sich dem kanadischen Verein Forge FC an.

### Nationalmannschaft
Seit 2017 läuft Ampomah auch für die Nationalmannschaft seines Heimatlandes auf.